# 1951 en sport
Cet article présente les faits marquants de l'année 1951 en sport.

## Automobile
- Le Français Jean Trévoux remporte le Rallye automobile Monte-Carlo sur une Delahaye.
- 24 heures du Mans : Jaguar gagne les 24H avec les pilotes Peter Walker et Peter Whitehead.
- 28 octobre : Après sa victoire lors du GP d'Espagne, sur le circuit de Pedralbes, tracé non permanent situé dans la ville de Barcelone, l'Argentin Juan Manuel Fangio remporte le Championnat du monde de Formule 1 — le premier de ses cinq titres de champion du monde — au volant d'une Alfa Romeo.
- Herb Thomas remporte le championnat de la série NASCAR avec un montant total de 18,200 $ (USD).

## Baseball
- Le 19 août, Eddie Gaedel devient le seul nain à jouer dans un match des ligues majeures.
- Les New York Yankees remportent les World Series face aux New York Giants.

## Basket-ball
- Les Rochester Royals sont champion NBA en battant en finales les New York Knicks 4 manches à 3.
- Le Racing club de France est champion de France chez les hommes. Le CS Château-Thierry l'emporte chez les féminines.

## Boxe
- Le champion Ezzard Charles conserve son titre de champion du monde des poids lourds à la boxe en battant :
  - le 12 janvier, Lee Oma par arrêt de l'arbitre au 10e round à New York.
  - le 7 mars, Jersey Joe Walcott aux points en 15 round à Détroit.
  - le 30 mai, Joey Maxim aux points en 15 round à Chicago.
- 18 juillet : Jersey Joe Walcott devient le nouveau champion du monde des poids lourds à la boxe en battant Ezzard Charles par KO au 7e round à Pittsburgh.

## Cyclisme
- L’Italien Antonio Bevilacqua s’impose sur le Paris-Roubaix.
- 4 juillet - 29 juillet, Tour de France : le Suisse Hugo Koblet s’impose devant les Français Raphaël Géminiani et Lucien Lazaridès.
- Le Suisse Ferdi Kübler s’impose sur le Championnat du monde sur route de course en ligne.
- Le Français Louison Bobet remporte le classement annuel par points (Challenge Desgranges-Colombo).

## Football
- 28 avril : Newcastle UFC remporte la Coupe d'Angleterre face à Blackpool FC, 2-0.
- 6 mai : le RC Strasbourg remporte la Coupe de France face à l'US Valenciennes-Anzin, 3-0.
- L'OGC Nice est champion de France
- Tottenham Hotspur est champion d'Angleterre.
- Milan AC est champion d'Italie.
- 1.FC Kaiserslautern est champion d'Allemagne.
- Atlético de Madrid est champion d'Espagne.
- Hibernian champion d'Écosse.
  - Article détaillé : 1951 en football

## Football américain
- 23 décembre : Los Angeles Rams champion de la National Football League. Article détaillé : Saison NFL 1951.

## Football canadien
- Coupe Grey : Rough Riders d'Ottawa 21, Roughriders de la Saskatchewan 14.

## Golf
- Le Britannique Max Faulkner remporte le British Open de golf.
- L’Américain Ben Hogan remporte l’US Open.
- L’Américain Sam Snead remporte le tournoi de l’USPGA.
- L’Américain Ben Hogan remporte le tournoi des Masters.

## Hockey sur glace
- Les Maple Leafs de Toronto remportent la Coupe Stanley.
- Coupe Magnus : Racing club de France champion de France.
- Le Canada remporte le championnat du monde.
- Arosa champion de Suisse.

## Jeux méditerranéens
- La première édition des Jeux méditerranéens se tient du 5 au 22 octobre à Alexandrie (Égypte).

## Judo
- Les 2e championnats d'Europe de judo se déroulent à Paris les 5 et 6 décembre et sont dominés par la France qui remporte tous les titres.

## Moto
- Vitesse (championnat du monde) :
  - 500 cm3 : le Britannique Geoff Duke sur Norton.
  - 350 cm3 : le Britannique Geoff Duke sur Norton.
  - 250 cm3 : l’Italien Bruno Ruffo sur Moto Guzzi.
  - 125 cm3 : l’Italien Carlo Ubbiali sur Mondial.
  - side-car : le Britannique Eric Olivier sur Norton.
- Moto-cross (Moto-cross des nations) :
  - La Belgique remporte cette épreuve par équipe.
- Endurance :
  - Bol d'or : Gustave Lefèvre gagne sur une Norton.

## Rugby à XIII
- 29 avril : à Toulouse, Lyon remporte le Championnat de France face au XIII Catalan 15-10.
- 13 mai : à Marseille, Carcassonne remporte la Coupe de France face à Lyon 22-10.
- L'équipe de France de rugby à XIII, après une tournée triomphale aux antipodes, est accueillie par plus de cent mille personnes à Marseille. C'est la première équipe française de sport collectif championne du monde.

## Rugby à XV
- L’Irlande remporte le Tournoi.
- East Midlands champion d’Angleterre des comtés.
- L'US Carmaux est champion de France.

## Tennis
- Tournoi de Roland-Garros :
  - Le Tchèque Jaroslav Drobný s’impose en simple hommes.
  - L’Américaine Shirley Fry s’impose en simple femmes.
- Tournoi de Wimbledon :
  - L’Américain Dick Savitt s’impose en simple hommes.
  - L’Américaine Doris Hart s’impose en simple femmes.
- US Open :
  - L’Américain Frank Sedgman s’impose en simple hommes.
  - L’Américaine Maureen Connolly s’impose en simple femmes.
- Coupe Davis : l'équipe d'Australie bat celle des États-Unis : 3 - 2.

## Naissances
- 10 janvier : Peer Maas, coureur cycliste néerlandais.
- 26 janvier : Jarmila Kratochvílová, athlète tchèque.
- 3 février : Felipe Múñoz, nageur mexicain.
- 14 février : Kevin Keegan, footballeur anglais.
- 15 février : Markku Alén, pilote automobile (rallye) finlandais.
- 25 février : Don Quarrie, athlète jamaïcain, champîon olympique du 200 mètres (1976).
- 28 février : Gustavo Thoeni, skieur alpin italien.
- 6 mars : Gerrie Knetemann, cycliste néerlandais. († 2 novembre 2004).
- 21 avril : Jan Huisjes, coureur cycliste néerlandais.
- 29 avril : Dale Earnhardt, pilote automobile américain de NASCAR. († 18 février 2001)
- 7 mai : Marc Bouët, skipper (voile) français.
- 9 juin : Dave Parker, joueur de baseball américain. († 28 juin 2025).
- 16 juin : Roberto Duran, boxeur panaméen.
- 23 juin : Michèle Mouton, pilote automobile (rallye) française.
- 25 juin : Emmanuel Sanon, footballeur haitien. († 21 février 2008).
- 30 juin : Geneviève Gambillon, double championne du monde de cyclisme sur route (1972 et 1974).
- 4 juillet : John Alexander, joueur de tennis australien, vainqueur de 7 tournois en simple et 27 tournois en double (principalement avec Phil Dent) de 1970 à 1983.
- 31 juillet : Evonne Goolagong, joueuse de tennis australienne.
- 6 septembre : Andy Irvine, joueur de rugby à XV écossais.
- 20 septembre : Guy Lafleur, hockeyeur canadien.
- 27 septembre : Péter Baczakó, haltérophile hongrois. champion olympique aux JO de Moscou (1980). († 1er avril 2008).
- 8 octobre : Timo Salonen, pilote automobile (rallye) finlandais.
- 20 octobre : Claudio Ranieri, footballeur italien.
- 13 novembre : Gérard Lelièvre, athlète français.
- 23 novembre : René Charrier, footballeur français (gardien de but).
- 25 novembre : Johnny Rep, footballeur néerlandais.
- 3 décembre :
  - Alberto Juantorena, athlète cubain.
  - Rick Mears, pilote automobile américain.

## Décès
- 26 janvier : Henri Bard, 58 ans, footballeur français. (° 29 avril 1892).
- 12 septembre : Fernand Canelle, 69 ans, international de football français. (° 2 janvier 1882).
- 18 septembre : Constant Huret, surnommé le Boulanger, 81 ans, coureur cycliste français. (° 26 janvier 1870).
- 5 novembre : Reginald Walker, 62 ans, athlète sud-africain, champion olympique du 100 mètres aux Jeux de Londres en 1908. (° 16 mars 1889).
- 5 décembre : Joe Jackson, surnommé Shoeless Joe Jackson, 63 ans, joueur américain de baseball. (° 16 juillet 1888).